# Vân Cư Đạo Ưng
Vân Cư Đạo Ưng (zh. 雲居道膺, ja. Ungo Dōyō, 835-902) là một vị Thiền sư Trung Quốc đời Hậu Đường. Sư là một trong các đệ tử nổi tiếng nhất của Thiền sư Động Sơn Lương Giới - Khai tổ Tông Tào Động. Bên cạnh Thiền sư Tào Sơn Bản Tịch, sư cũng được coi là tổ đời thứ 2 của tông này, bởi vì pháp mạch truyền thừa của Tào Động Tông sau này đều nhờ các thế hệ môn đệ của Vân Cư tiếp nối nên không bị thất truyền, còn pháp mạch của Thiền sư Tào Sơn Bản Tịch chỉ truyền qua 5 đời rồi bị thất truyền. Sư có pháp tử là Thiền sư Đồng An Đạo Phi.

## Cơ duyên và hành trạng
Sư họ Vương, quê ở huyện Ngọc Điền, Kế Môn, U Châu (nay là tỉnh Hà Bắc của Trung Quốc). Từ lúc nhỏ sư đã thông minh lanh lợi. Năm 25 tuổi, sư đến thọ Cụ Túc giới tại Diên Thọ Tự ở Phạm Dương, U Châu. Thầy bản sư kêu sư tu tập giới luật Tiểu thừa, sư than rằng: "Đại trượng phu đâu thể để luật nghi trói buộc?".
Sau đó, sư rời thầy đến yết kiến với Thiền Sư Thúy Vi Vô Học ở Thúy Vi Tự, Chung Nam Sơn và tham học tại pháp hội này 3 năm.
Sư nghe vị tăng từ xa đến khen ngợi pháp tịch nơi Thiền sư Động Sơn Lương Giới rất hưng thịnh, bèn đến tham vấn Thiền sư Động Sơn Lương Giới. Động Sơn thấy sư đến nên hỏi: "Xà-lê tên gì?" Sư đáp: "Đạo Ưng!" Động Sơn hỏi: "Hướng thượng nói đi!" Sư nói: "Nếu hướng thượng mà nói thì đã không tên Đạo Ưng." Động Sơn nói: "Cùng với ta hồi ở Vân Nham đối đáp chẳng khác chút nào." Về sau, sư hỏi: "Thế nào là chỉ ý của Tổ sư từ Tây lại?" Động Sơn nói: "Xà-lê nếu sau này làm trụ trì, bỗng có người hỏi xà-lê câu đó thì đối đáp thế nào?" Sư nói: "Đạo Ưng tội lỗi."
Sư kết am ở Tam Phong chuyên tâm tu tập và cảm ứng được điềm lành, có thiên thần hiện đến cúng dường. Thiền Sư Động Sơn sau đó biết chuyện đã khiến trách sư còn chấp vào kiến giải. Sư sám hối và từ đó ẩn thân tu tập, diệt trừ phiền não, thiên thần ba ngày đến cúng dường không thấy sư nữa nên thôi. Nguyên văn câu chuyện trong quyển Thiền sư Trung Hoa do Hòa thượng Thích Thanh Từ biên soạn:
Sư cất thảo am nơi Tam Phong, trải qua tuần nhật không xuống trai đường. Động Sơn thấy lạ hỏi: "Mấy ngày nay sao ngươi không đến thọ trai?" Sư thưa: "Mỗi ngày có thiên thần cúng dường." Động Sơn bảo: "Ta bảo ngươi là kẻ vẫn còn kiến giải. Ngươi rảnh chiều lại." Chiều, Sư đến. Động Sơn gọi: "Ưng am chủ!". Sư ứng thanh: "Dạ!", Động Sơn bảo: "Chẳng nghĩ thiện chẳng nghĩ ác là cái gì?" Sư trở về am ngồi yên lặng lẽ, thiên thần tìm mãi không thấy, trải ba ngày như thế mới thôi cúng dường.
Về sau, sư triệt ngộ và được Động Sơn ấn khả. Trong pháp hội của Động Sơn, sư mỗi khi hỏi đáp đều không ngại, Động Sơn thầm tự chấp nhận và khen ngợi: "Về sau, gã này nghìn, vạn người không thể sánh." Một hôm Thiền Sư Động Sơn hỏi: "Kẻ đại xiển đề phạm năm tội cực ác, hiếu dưỡng ở đâu?" Sư thưa: "Đó mới gọi là hiếu dưỡng chứ!" Động Sơn bèn cử sư làm chức thủ chúng.
Trên bước đường hoằng pháp, đầu tiên sư trụ ở tại Tam Phong, sau đó đến núi Vân Cư ở Hồng Châu, tỉnh Giang Tây và xiển dương Phật Pháp suốt 30 năm. Sư truyền bá Tào Động Tông mạnh mẽ, đạo phong trùm khắp thiên hạ, chúng đệ tử thường có 1500 người tham học. Chung Vương ở Nam Xương nguyện đời đời tôn sư làm thầy.
Đời Đường niên hiệu Thiên Phục năm đầu (902) mùa Thu, Sư có chút ít bệnh, đến ngày hai mươi tám tháng chạp, vì chúng nói pháp lần cuối. Sau đó, Sư từ biệt chúng định thị tịch. Vì chúng đệ tử quá thương tiếc, sư bèn nán lại thời gian ra đi. Đến ngày mùng ba tháng 1 năm sau, sư hỏi thị giả: "Hôm nay ngày mấy?" Thị giả thưa: "Mùng ba." Sư bảo: "Ba mươi năm sau, chỉ nói là cái ấy!" Nói xong, sư ngồi ngay thẳng từ biệt chúng rồi thị tịch. Vua ban thụy hiệu là Hoằng Giác Thiền Sư, tháp tên là Viên Tịch.

## Pháp ngữ
Sư thượng đường dạy chúng: "Các ông dù học được việc bên Phật, vẫn là dụng tâm sai lầm rồi. Các ông đâu không thấy cổ nhân giảng được chư thiên rải hoa cúng dường, đá gật đầu, còn chẳng can hệ việc chính mình, ngoài ra còn có nghĩa gì? Như hiện nay toan đem thân tâm hữu hạn nhằm trong vô hạn mà dùng thì có giao thiệp gì? Như đem khúc cây vuông tra vào lỗ tròn thì sự sai ngoa nhiều ít? Nếu không hợp việc ấy, dù ông nói tươi như hoa đẹp như gấm vẫn là vô dụng, vì chưa rời tình thức vậy. Nếu tất cả việc đều hướng trong ấy đến sạch hết mới được không lỗi, mới được xuất thân. Nếu một sợi lông một mảy tóc đẹp chẳng hết liền bị trần lụy, huống là quá nhiều, sai chừng hào ly phạm lỗi bằng quả núi. Cổ nhân nói: Chỗ học chẳng sạch hết, ấy là kẻ thế gian; việc trong khuê các bỏ chẳng đặng, đều là rỉ chảy. Phải nhắm trong ấy nhận lấy, trong mọi hành động đều dẹp sạch tất cả việc, mới được không lỗi. Như người sự sự đều liễu, vật vật đều thông, chỉ gọi là người liễu sự, chẳng gọi là tôn quí. Nên biết tôn quí tự có đường riêng, là vật thế gian rất trọng rất quý. Chẳng được sau này hướng bên tôn quí. Nên biết không thể nghĩ bàn, chẳng xứng tâm mong muốn. Do đó cổ nhân nói: "Ví như hai gương sáng, ánh sáng đối nhau, ánh sáng soi nhau, không thiếu không dư." Đâu chẳng phải là một loại, vậy mà vẫn còn gọi việc bên ảnh tượng. Như khi mặt trời mọc lên, ánh sáng soi khắp thế gian là một nửa, một nửa này gọi là gì? Như hiện nay người chưa nhận được việc thô thiển bóng sáng ở ngoài cửa, mà muốn làm việc trong nhà thì làm sao làm được?"
Sư thượng đường dạy chúng: "Muốn thể hội việc này phải như người thở ra không hít vào, mới cùng người này tương ưng. Nếu thể hội được ý người ấy mới cho ít phần nói bàn, mới có ít phần hành lý. Tạm thời chẳng hiện như đồng người chết, huống là như nay bàn năm luận tháng? Như người thường hiện thì lo gì việc nhà chẳng xong, muốn biết việc lâu xa chỉ như việc hiện nay, hiện nay nếu được lâu xa cũng được. Như người ở viễn phương về nhà, đi đến là phải, phải thì tất cả đều phải, chẳng phải thì tất cả đều chẳng phải. Cần được lửa sáng trên đầu phát, cũng chẳng phải hay làm tất cả, tất cả chẳng làm. Nên nói: trọn ngày tham việc trước mặt, quên mất việc sau lưng. Nếu thấy việc sau lưng, quên mất việc trước mặt. Như người chẳng trước sau thì có việc gì?"